# ゲルト・ボー・ヤコブセン
ゲルト・ボー・ヤコブセン（Gert Bo Jacobsen、1961年12月18日 - ）は、デンマークの元プロボクサー。オエストルップ出身。元WBO世界ウェルター級王者。

## 来歴
1982年10月7日、コペンハーゲンでプロデビューを果たし初回KO勝ち。
1984年2月18日、ホセ・ルイス・ビチョと対戦し8回判定勝ち。
1986年1月10日、EBUヨーロッパライト級王者レネ・ウェラーと対戦し8回TKO勝ちで王座獲得に成功した。
1986年4月18日、アルフレド・ラインニジャーと対戦し12回3-0(118-110、119-110、119-113)の判定勝ちで初防衛に成功した。
1986年10月17日、フェルナンド・ブランコと対戦し12回3-0の判定勝ちで2度目の防衛に成功した。
1987年2月27日、ホセ・アルマンド・ヘルナンドと対戦し12回3-0の判定勝ちで3度目の防衛に成功した。
1987年6月8日、アライン・シモーズと対戦し8回TKO勝ちで4度目の防衛に成功した。
1987年10月2日、クラウディオ・ニッチと対戦し4回KO勝ちで5度目の防衛に成功した。
1988年10月28日、IBF世界ライト級王者グレグ・ホーゲンと対戦しキャリア初黒星となる10回1分20秒TKO負けで王座獲得に失敗した。
1989年6月14日、ポリ・ディアスと対戦し6回TKO負けで6度目の防衛に失敗し王座から陥落した。
1991年2月15日、WBO世界ウェルター級王者マニング・ギャロウェイと対戦し9回TKO負けで王座獲得に失敗した。
1992年11月27日、マニング・ギャロウェイと再戦したが初回無効試合に終わりまたも王座獲得に失敗した。
1993年2月12日、マニング・ギャロウェイと3度目の対戦を行い12回3-0(2者が115-113、116-113)の判定勝ちで王座獲得に成功した。
1993年10月16日、WBO世界ウェルター級王座を返上した。
1994年11月11日、EBUヨーロッパスーパーライト級王者で後のWBA世界スーパーライト級王者カル・ライリーと対戦し3回TKO負けでEBU王座2階級制覇に失敗した。
1995年4月28日、カル・ライリーと再戦したが9回TKO負けを最後に現役を引退した。

## 獲得タイトル
- EBUヨーロッパライト級王座
- WBO世界ウェルター級王座（防衛0=返上）